# Cameron Britton
Cameron Britton (Santa Rosa (Californië), 6 juni 1986) is een Amerikaans acteur.

## Carrière
Cameron Britton begon al op jonge leeftijd met acteren. Eerst was hij in de theaterwereld actief, later maakte hij de overstap naar film en televisie. Van 2015 tot 2017 had hij een terugkerende rol in de sciencefictionserie Stitchers.
Zijn televisiedoorbraak volgde in 2017, toen hij in de Netflix-serie Mindhunter in de huid kroop van de beruchte seriemoordenaar Edmund Kemper. Zijn vertolking leverde hem een Emmy Award-nominatie op.
In 2014 maakte hij in de komedie Camp Takota zijn filmdebuut. In november 2017 werd Britton gecast in de thriller The Girl in the Spider's Web (2018), een verfilming van David Lagercrantz' roman Wat ons niet zal doden.

## Filmografie
Film
- Camp Takota (2014)
- Redeemed (2014)
- Day Out of Days (2015)
- The Girl in the Spider's Web (2018)

Televisie (selectie)
- The Woman in the House Across the Street from the Girl in the Window (2022)
- Stitchers (2015–2017)
- Mindhunter (2017)
- S.W.A.T. (2017)
- Barry (2018)
- The Umbrella Academy (2019-2024)